# Палус
Палус (на английски: Palus) е северноамериканско индианско племе, живяло в поречието на реките Снейк и Палус, от сливането на Клиъруотър и Снейк на изток, до сливането на Снейк и Колумбия на запад, в източен Вашингтон и северно Айдахо. Материалната им култура е сходна с тази на не персе, но езиково са свързани с уола уола и другите Сахаптински племена, живеещи южно от река Снейк. Едни от най-добрите коневъди в региона. Селектирали известната порода коне Апалуса.

## Култура
Основна социална единица е разширеното семейство, което живее в една голяма дървена постройка вкопана в земята. Използвали също и кожени типита. Били в близки отношения с уола уола, якима, уанапам и южните групи не персе. Често се събирали заедно с хора от уола уола и якима, за да ловят сьомга и да копаят корени камас. Същевременно техни ловни групи се присъединявали към не персе и други племена, за да ловуват бизони в Равнините. Селата им били концентрирани в долните части на реките Палус и Снейк. Джеймс Муни отбелязва 4 техни села в този район. На техния език селата са:
- Аламотун (Алмота) – на северния бряг на Снейк, на около 50 км над устието на Палус.
- Пелуус (Палус)
- Тасиуикс (Тасауикс) – на северния бряг на Снейк, на около 25 км от устието и.
- Кусис (Касиспа) – при сливането на Снейк с Колумбия.[1][2]

## История
Луис и Кларк посещават селото Палус през 1805 г. и наричат хората „Пелотепелоус“. През 1811 г. Дейвид Томпсън посещава едно тяхно село от 50 мъже. Племето играе важна роля в търговията с кожи в този период. През 1855 г. племето е включено в договора от Уола уола, който задължава всички групи в региона да се заселят в резервата Якима. Палус отказват и остават без резерват. Същата година участват във Войната якима, а през 1858 г. и във Войната Кьор д’Ален. След това се съобщава, че живеят мирно в резерватите и се занимават с традиционните си дейности. От началото на 20 век малко се говори за тях като отделна група. Днес техните потомци живеят в резерватите Якима, Колвил, Не персе, Кьор дАлен, Уорм Спрингс и Уматила.